# Neonauclea paracyrtopoda
Neonauclea paracyrtopoda är en måreväxtart som beskrevs av Reinier Cornelis Bakhuizen van den Brink och Colin Ernest Ridsdale. Neonauclea paracyrtopoda ingår i släktet Neonauclea och familjen måreväxter. Inga underarter finns listade i Catalogue of Life.